# The Marshall Mathers LP 2
The Marshall Mathers LP 2 (også stiliseret som MMLP2) er det ottende studiealbum fra den amerikanske rapper Eminem. Det blev udgivet den 5. november 2013 gennem Aftermath Entertainment, Shady Records og Interscope Records. Produktionen af albummet foregik mellem 2011 og 2013 i flere forskellige studier, og blev håndteret af flere forskellige producerer, heriblandt ham selv, Rick Rubin, NO ID og Dr. Dre.

## Baggrund
At kalde det The Marshall Mathers LP 2, gjorde at jeg selvfølgelig vidste at der ville være visse forventninger. Jeg ville ikke kalde det det, bare for at kalde albummet det. Jeg blev nødt til at være sikker på at jeg havde de rigtige sange - og lige når du har det, lytter du og du er sådan lidt "Fuck man. Jeg føler det mangler noget af det eller det" for at male hele billedet. Så der er ikke en fortsættelse af hver eneste gammel sang på det eller noget i den stil. For mig er det mere omkring viben, omkring nostalgien.
Den 24. maj 2012 afslørede Eminem at han var begyndt at arbejde på sit næste album, i et interview med Hot 97's morgenprogram med Peter Rosenberg. Den 30. juni 2013 snakkede Eminem om albummet med DJ Whoo Kid, på sin egen radiostation Shade 45. Han fastslog at materialet var ved at tage form og at Dr. Dre ville blive involveret på en eller anden måde. Eminem forklarede: "Jeg plejer som regel bare at starte med at bevæge mig i en retning og så bare indspille det jeg føler. Så tager jeg hen til Dre og får samlet nogle af stykkerne."
Den 1. august 2012 interviewede Nick Craig Eminem på Channel 95.5, hvor han forklarede at han arbejdede på albummet, men var fokuseret på at afslutte Slaughterhouses Shady Records debutalbum Welcome to: Our House. Den 10. august fortalte Eminem imidlertid Sway Calloway fra Shade 45: "Vi har faktisk lige afsluttet [Slaughterhouse] albummet i sidste uge... Nu har jeg tid til at lave noget på mit eget projekt." Royce da 5'9" var med i MTV's RapFix med sin gruppe Slaughterhouse den 30. august 2012, og talte om Eminems album. Royce afslørede: "Marshall er i studiet lige nu, og er ved at indspille nogle af det mest fantatiske lyrik i verden. Jeg er ikke sikker på hvordan verden vil reagerer på nogle at de ting jeg har hørt fra ham."
Den 8. februar 2013 fortalte Shady Records præsident og Eminems manager, Paul Rosenberg Billboard at Eminems ottende studiealbum ville blive udgivet efter Memorial Day 2013 (27. maj). "Vi regner stærkt med at udgive et nyt Eminem-album i 2013. Han har arbejdet på det i noget tid," sagde Rosenberg. "Det er sikkert at sige at det vil blive post-Memorial Day på et tidspunkt, men vi er ikke sikker på hvornår. Vi har nogle datoer hvor han skal optræde i Europa i august, så vi prøver at se på hvad der ellers er." Den 22. marts 2013 blev Dr. Dre interviewet til Big Boy's Neighborhood på Power 106, hvor han sagde at han arbejde med Eminem, og at Eminem var ved at "afslutte sit projekt."
Den 17. juni 2013 var Shady Records-produceren The Alchemist på RapFix Live og snakkede med Calloway om Eminems kommende album: "Det er min boss. Jeg DJ'er for ham og jeg har ikke tilladelse til at tale om ret meget, men du kender hans kaliber og ved hvad han laver. Han er klart på vej ud i nye territorier. Det tror jeg du vil forvente, især efter hans seneste omgang. Han var bare ved at komme til sig selv på Relapse og så på Recovery var der jo bare kæmpehits og jeg tror at nu - er han Eminem." Forud for annonceringen af albummets navn, fik det flere kåringer som et af "Årets mest imødesete albummer 2013", heriblandt MTV, Complex Magazine hvor det var placeret som nummer seks (og senere som nummer to); og XXL, hvor det var placeret som nummer fem.

## Kritikernes modtagelse
The Marshall Mathers LP 2 har fået positive anmeldelser fra musikanmelderne. Rick Florino fra Artistdirect gav albummet en perfekt score (fem stjerner) og sagde om albummet; "Følelser er ikke i sikkerhed fra hr. Mathers og det er der heller ingen andre der er, når han fyrer den slags vittige, vilde og vidunderlige vers af, der gjorde ham til et ikon på The Slim Shady LP, The Marshall Mathers LP, og The Eminem Show. Jim Farber fra New York Daily News gav albummet fire ud af fem stjerne og sagde følgende; "albummet giver et rungende gensyn til den blodige comedy og fritgående psykose der først gjorde Em til vor tid antihelt. Det er hans sjoveste album i flere år, ligesom det er hans hurtigste rent verbalt." Ryan Bassil fra Vice gav albummet en positiv anmeldelse og skrev; "Intet andet rap-album i år har klaret at blive ved med at overraske på den måde som The Marshall Mathers LP 2 gør. [..] Jeg tror ikke at min kæbe var lukket i hovedparten af den tid jeg lyttede til albummet, hvor jeg konstant fandt mig selv grinende højt, tilfreds, chokeret og til tider emotionel." Joe Dolan fra Rolling Stone gav albummet fire ud af fem stjerner og sagde; "Nostalgien er overalt. [..] han spiller sine bedste figurer, det dæmoniske afkom fra Trailer-helvede, Amerika, rammende middelalderen med hans mellemste finger op i næsen, mens han fjerner Kool-Aid, som hans børn har spildt på sofaen". Christopher Weingarten fra Spin gav albummet otte ud af ti og sagde om det; "hvis rap var en ren atletisk konkurrence ville Eminem være Michael Phelps og Lou Retton kombineret: kun evner og fleksibilitet, som en patron kun med hvidglødende had i sine efterdønninger". Han tilføjede senere at "vi får rime... flere rim end andre rappere formår at lave i en hel karrier". Mikael Wood fra Los Angeles Times gav albummet tre ud af fire stjerner og sagde; "Eminem lyder mere i live - vredere med helt tilstede - end han har været i mange år... Eminem brænder af formål på "MMLP2". Og hvis du ikke kan lide hvad han (stadig) har at sige, er der en chance for at han heller ikke gør". Edna Gundersen fra USA Today gav albummet tre og en halv stjerne ud af fire og sagde; "han genskaber de originale udgavers vilde, kloge, emotionelle glans i en byge af kaustiske, frækt ærlige, hurtigtskydende og aggressive beats".

## Sporliste
| 17. | "Don't Front" (featuring Buckshot) | Mathers, Kenyatta Blake |  |  |

| 1. | "Baby"                                    | Mathers, Resto, Strange                                                                            | Eminem, Luis Resto[b]           | 4:23 |
| 2. | "Desperation" (featuring Jamie N Commons) | Mathers, Jamie Commons, Grant                                                                      | Alex da Kid                     | 3:56 |
| 3. | "Groundhog Day"                           | M. Mathers, Carl McCormick, Adam Feeney, T. Brenneck, J. Tankle, H. Steinweiss, D. Guy, L. Michels | Cardiak, Frank Dukes, Eminem[a] | 4:53 |
| 4. | "Beautiful Pain" (featuring Sia)          | Mathers, Haynie, Sia Furler, Resto                                                                 | Emile, Eminem[a]                | 4:25 |
| 5. | "Wicked Ways" (featuring X Ambassadors)   | Mathers, Grant, Josh Mosser                                                                        | Alex da Kid                     | 6:32 |

Noter
- Sporlisten og krediteringer er fra album-bogen.
- ↑a signalere en co-producer
- ↑b signalere yderligere en producer
- "Bad Guy" er med vokaler af Sarah Jaffe.
- "Survival" er med vokaler af Liz Rodrigues.
- "Legacy" er med vokaler af Polina.[41]
- "Love Game" er med vokaler af Keira Marie.
- "The Monster" er med vokaler af Bebe.[41]

Samplekreditteringer
- "Bad Guy" indeholder en sample af "Hocus Pokus", af Walter Murphy; "Soana", skrevet af Gian Piero Reverberi og Laura Giordano; og "Ode to Billie Joe", af Lou Donaldson.
- "Rhyme or Reason" indeholder sampler af "Time of the Season", skrevet af Rod Argent og fremført af The Zombies.
- "Berzerk" indeholder sampler af "The Stroke", skrevet og fremført af Billy Squier; "Fight for Your Right", skrevet af Adam Horovitz, Adam Yauch, og Rick Rubin, og fremført af Beastie Boys; og "Feel Me Flow", skrevet af Joseph Modeliste, Art Neville, Cyril Neville, Vincent Brown, Anthony Criss og Keir Gist, fremført af Naughty by Nature.
- "Rap God" indeholder fortolkninger af "The Show", skrevet af Douglas Davis og Richard Walters, og "Supersonic", skrevet af Dania Birks, Juana Burns, Jaunita Lee, Fatima Shaheed og Kim Nazel.
- "So Far..." indeholder sampler af "Life's Been Good", skrevet og fremført af Joe Walsh; og "P.S.K. What Does It Mean?", fremført af Schoolly D.[41]
- "Love Game" indeholder sampler af "Game of Love", skrevet af Clint Ballard, Jr., fremført af Wayne Fontana & The Mindbenders; og fortolkninger af "The Object of My Affection", skrevet af Jimmie Grier, Coy Poe og Pinky Tomlin.

## Hitlister
| Hitliste (2013)                   | Højeste placering |
| --------------------------------- | ----------------- |
| Australien (ARIA)                 | 1                 |
| Østrig (Ö3 Austria)               | 1                 |
| Belgien (Ultratop Flanderen)      | 1                 |
| Belgien (Ultratop Vallonien)      | 5                 |
| Canadiske Albummer (Billboard)    | 1                 |
| Kroatiske albummer (IFPI)         | 15                |
| Danmark (Album Top-40)            | 3                 |
| Holland (Album Top 100)           | 4                 |
| Finland (Musiikkituottajat)       | 12                |
| Frankrig (SNEP)                   | 2                 |
| Tyskland (Media Control)          | 1                 |
| Græske albummer(IFPI)             | 6                 |
| Irland (IRMA)                     | 1                 |
| Italien (FIMI)                    | 2                 |
| Mexicanske albummer(AMPROFON)     | 36                |
| New Zealand (RIANZ)               | 1                 |
| Norge (VG-lista)                  | 1                 |
| Polen (ZPAV)                      | 2                 |
| Portugal (AFP)                    | 10                |
| Skotske albummer (OCC)            | 1                 |
| Spanien (PROMUSICAE)              | 9                 |
| Sverige (Sverigetopplistan)       | 2                 |
| Schweiz (Schweizer Hitparade)     | 1                 |
| Storbritannien (OCC)              | 1                 |
| US Billboard 200                  | 1                 |
| US R&B/Hip Hop Albums (Billboard) | 1                 |

| Liste (2013)              | Placering |
| ------------------------- | --------- |
| Australien                | 8         |
| Belgien (Flanderen)       | 59        |
| Belgien (Vallonien)       | 119       |
| Canadian Albums Chart     | 10        |
| Holland                   | 63        |
| Schweiz                   | 12        |
| UK Albums Chart           | 13        |
| US Billboard 200          | 16        |
| US Top R&B/Hip-Hop Albums | 6         |
| US Top Rap Albums         | 4         |

## Certifikationer
| Land | Certificering | Salg      |
| --- | ------------- | --------- |
| Australia (ARIA) | 2× Platin     | 140.000^  |
| Østrig (IFPI Østrig) | Platin        | 15.000x   |
| Belgien (BEA) | Guld          | 15.000*   |
| Canada (Music Canada) | 4× Platin     | 320.000^  |
| Frankrig (SNEP) | Platin        | 100.000*  |
| Tyskland (BVMI) | Platin        | 200.000^  |
| Irland (IRMA) | Platin        | 15.000x   |
| Italien (FIMI) | Guld          | 25.000*   |
| Mexico (AMPROFON) | Guld          | 30,000^   |
| New Zealand (RMNZ) | Platin        | 15.000^   |
| Polen (ZPAV) | 2× Platin     | 40.000*   |
| Sverige (GLF) | Platin        | 40.000^   |
| Schweiz (IFPI Schweiz) | Platin        | 30.000x   |
| Storbritannien (BPI) | Platin        | 539.000   |
| USA (RIAA) | 2× Platin     | 2.244.000 |
| *Salgstal baseret på certificering alene. ^Forsendelsestal baseret på certificering alene. xUspecificerede tal baseret på certificering alene. |               |           |